# 洛伊特維爾

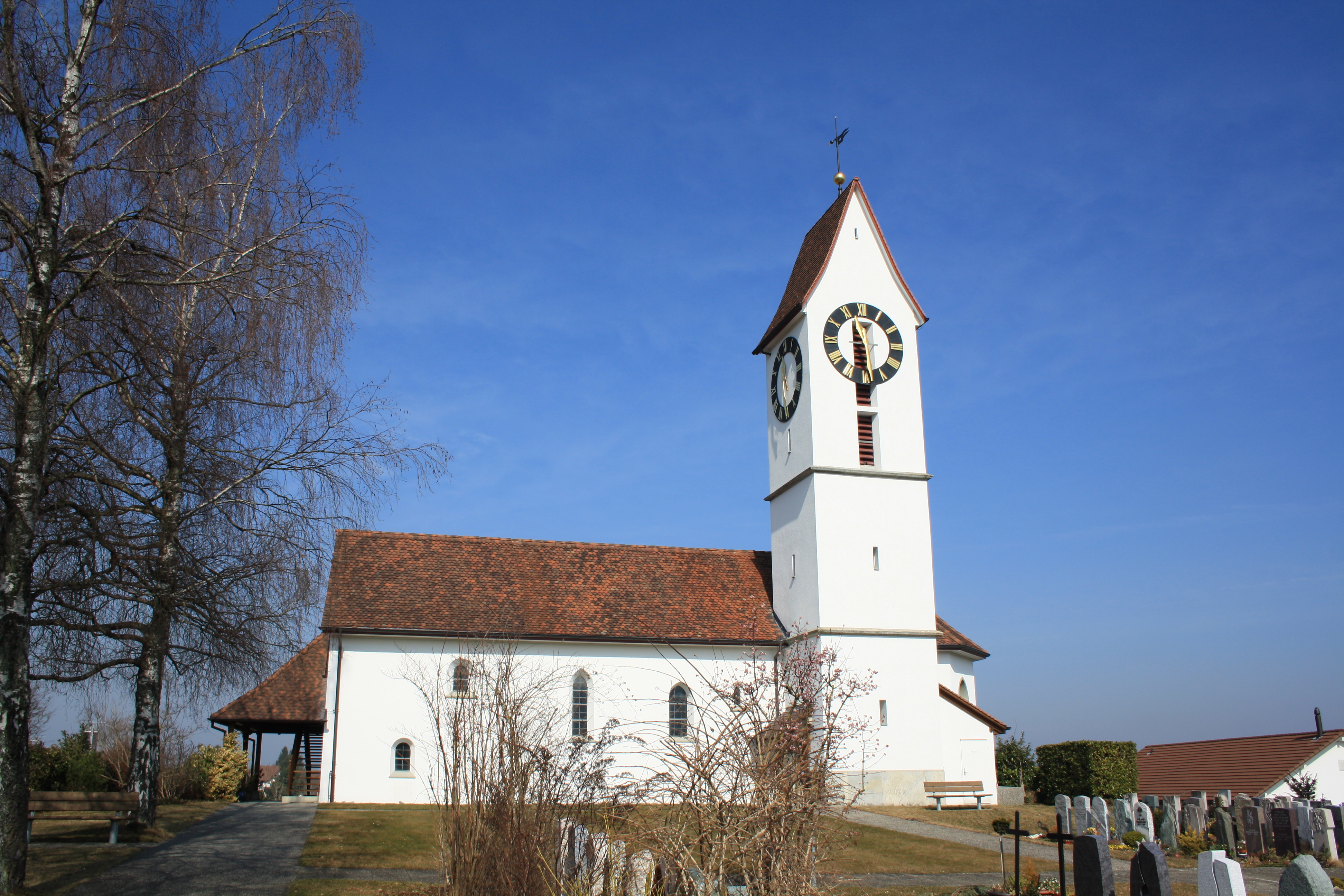

洛伊特維爾是瑞士的城鎮，位於該國北部，由阿爾高州負責管轄，面積3.75平方公里，海拔高度613米，2012年人口745，七成人口信奉基督教，人口密度每平方公里199人。